# Eureka Roadhouse (Alaska)
Eureka Roadhouse es un lugar designado por el censo situado en el borough de Matanuska-Susitna en el estado estadounidense de Alaska. Según el censo de 2010 tenía una población de 29 habitantes.

## Demografía
Según el censo de 2010, Eureka Roadhouse tenía una población en la que el 75,9% eran blancos, 0,0% afroamericanos, 6,9% amerindios, 3,4% asiáticos, 0,0% isleños del Pacífico, el 0,0% de otras razas, y el 13,8% pertenecían a dos o más razas. Del total de la población el 6,9% eran hispanos o latinos de cualquier raza.